# Jack Whitney
Jack Whitney (* 21. Februar 1905 in Iowa, Vereinigte Staaten; † 2. November 1992 in San Diego, Kalifornien) war ein US-amerikanischer Film- und Tontechniker, der sowohl den Oscar für die besten Spezialeffekte als auch für den Oscar für den besten Ton gewann und weitere sechs Mal für den Oscar für den besten Ton nominiert war.

## Leben
Whitney begann seine Laufbahn als Film- und Tontechniker in der Filmwirtschaft Hollywoods 1940 mit Filmen wie Der Dieb von Bagdad (1940) von den Regisseuren Tim Whelan, Ludwig Berger und Michael Powell mit Conrad Veidt, Sabu und June Duprez sowie The Howards of Virginia (1940) von Frank Lloyd mit Cary Grant, Martha Scott und Cedric Hardwicke in den Hauptrollen. Gleich mit diesen beiden Filmen feierte er erste Erfolge bei der Oscarverleihung 1941: Für den Film Der Dieb von Bagdad erhielt er gemeinsam mit dem Fotografen Lawrence W. Butler den Oscar für die besten Spezialeffekte, während er für The Howards of Virginia erstmals für den Oscar für den besten Ton nominiert war. 
Bei der Oscarverleihung 1942 gewann er dann den Oscar für den besten Ton für Lord Nelsons letzte Liebe (1941) von Alexander Korda mit Vivien Leigh, Laurence Olivier und Alan Mowbray.
In den folgenden Jahren erhielt er fünf weitere Oscarnominierungen für den besten Ton: 1943 für Friendly Enemies (1942) von Allan Dwan mit Charles Winninger, Charles Ruggles und James Craig, 1944 für Auch Henker sterben (1943) von Fritz Lang mit Brian Donlevy, Walter Brennan und Anna Lee, 1945 für Es geschah morgen (1944) von René Clair mit Dick Powell, Linda Darnell und Jack Oakie, 1946 für Der Mann aus dem Süden (1945) von Jean Renoir mit Zachary Scott, Betty Field und J. Carrol Naish sowie zuletzt bei der Oscarverleihung 1948 für Geheimagent T (1947) von Anthony Mann mit Dennis O’Keefe, Wallace Ford und Alfred Ryder in den Hauptrollen.

## Auszeichnungen
- 1941: Oscar für die besten Spezialeffekte
- 1942: Oscar für den besten Ton